# Marculfe
Marculfe est un moine et abbé de Saint-Denis qui aurait vécu au VIIe ou VIIIe siècle. Il a écrit le recueil Formulae dans la deuxième moitié du VIIe siècle vers 650-655 dans lequel il regroupe les actes les plus usités de son temps ( (dits "formulaires").